# کورک هابرت
کورک هابرت (انگلیسی: Cork Hubbert؛ ۳ ژوئیهٔ ۱۹۵۲ – ۲۸ سپتامبر ۲۰۰۳) هنرپیشه اهل ایالات متحده آمریکا بود. وی بین سال‌های ۱۹۷۹ تا ۲۰۰۳ میلادی فعالیت می‌کرد. از فیلم‌هایی که وی در آن نقش داشته است می‌توان به افسانه و زیر رنگین‌کمان اشاره کرد.